# Antimima argentea
Antimima argentea es una especie de planta suculenta perteneciente a la familia Aizoaceae. Es endémica de Namibia.  Su hábitat natural son los matorrales secos subtropicales o tropicales.

## Hábitat
La especie es conocida en dos lugares con extensión de  <2.000 kilómetros ². Aunque su alcance es limitado, la población se cree que es estable. Sin embargo, la recolección es una amenaza potencial para la especie que se considera que tiene flores muy atractivas. 

## Taxonomía
Antimima argentea fue descrita por (L.Bolus) H.E.K.Hartmann, y publicado en Bothalia 28(1): 70 (1998)
Etimología
Antimima: nombre genérico que deriva de la palabra griega: "antimimos" = "imitación" que fue asignada a la primera especie conocida de este género muy similar a las especies del género Argyroderma.
argentea: epíteto latino que significa "plateado".
Sinonimia
- Ruschia argentea L.Bolus (1960)[5]